# Frederick Winters
Frederick Winters (7 gennaio 1873 – Brooklyn, 26 aprile 1915) è stato un sollevatore statunitense.
Partecipò alle gare di sollevamento pesi ai Giochi olimpici di Saint Louis 1904, dove vinse una medaglia d'argento nel sollevamento all-around.

## Palmarès
In carriera ha conseguito i seguenti risultati:
- Giochi olimpici

St. Louis 1904: una medaglia d'argento nel sollevamento all-around.